# Universidad Popular Autónoma del Estado de Puebla
Universidad Popular Autónoma del Estado de Puebla (UPAEP) es una universidad privada de inspiración católica con sede en la ciudad de Puebla de Zaragoza, México, fundada el 7 de mayo de 1973  en el ex-rancho La Noria.

## Rectores
- Mario Iglesias García Teruel (1973-1981) Coordinador General
- Mario Iglesias García Teruel (1981-1999)
- Javier Cabañas Gancedo (1999-2005)
- José Alfredo Miranda López (2008–2013)
- Emilio José Baños Ardavín  (2013- actual)

La elección de estos es por designación de la Patronato Fundador, actualmente Junta de Gobierno[cita requerida]

## Instalaciones y sistema
La universidad cuenta con un campus urbano constituido por varias instalaciones distribuidas alrededor del Barrio de Santiago en la ciudad de Puebla, además de otras edificaciones ubicadas en la Zona Metropolitana y el municipio de Atlixco. En el campus central se encuentran 103 laboratorios y talleres, de los cuales 11 están dedicados a la investigación.

### Sistema UPAEP
Como parte del Sistema UPAEP, la institución cuenta con un campus en la ciudad poblana de Tehuacán y 8 bachilleratos en los estados de Puebla (Plantel Cholula, Plantel Santiago, Plantel Angelópolis, Plantel Sur, Plantel Lomas, Plantel Atlixco, Plantel Tehuacán y Plantel San Martín), así como dos en el estado vecino de Tlaxcala (Plantel Santa Ana y Plantel Huamantla).
Actualmente los 10 planteles de bachillerato cuentan con la autorización de la Organización del Bachillerato Internacional para impartir el Programa del Diploma (PD) y el Programa de Orientación Profesional (POP) para estudiantes del 3° al 6° semestre de la educación media superior, conocida en México como preparatoria. Esta institución fue la primera en impartir el Programa de Orientación Profesional (POP) en español y cuenta con los Estudios de Formación Profesional de: Health Coach, Dirección y Gestión Cultural, Diseño de Prototipos, Emprendimiento y Community Manager.[cita requerida]

### Centros de investigación
La institución cuenta con los siguientes centros de investigación de acuerdo a su página de internet:
- Centro de Servicios de Alta Tecnología (CESAT)
- Centro de Investigación en Plantas Nativas
- Centro de Innovación Tecnológica en Agricultura Protegida
- Centro de Investigación e Inteligencia Económica
- Centro de Estudios de Ciencia y Religión
- Centro de Estudios Guadalupanos
- Instituto Promotor del Bien Común

## Escudo

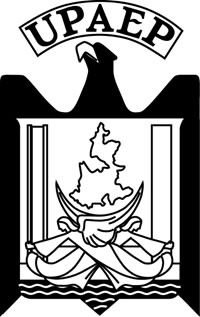
Escudo de la UPAEP

La institución describe el escudo de la siguiente manera:
En el campo superior aparecen las siglas que identifican a la universidad. El escudo es una reminiscencia rectilínea del escudo de Puebla, y está cobijado por un águila, la cual, además de identificarse con un símbolo nacional, es un símbolo que remite a la idea de superación. El agua en la parte baja es una reminiscencia nuevamente al escudo de Puebla, además de un símbolo de vida. Al fondo se percibe un volumen horizontal, que expresa físicamente el recinto universitario; se adosan a él, lateralmente, formando una "U" de universidad: un libro, y una torre, que significan ciencia y cultura. Finalmente los ángeles entrelazan sus alas para sostener figurativamente el mapa del estado de Puebla. En el escudo original se veía un símbolo indígena.

## Oferta educativa

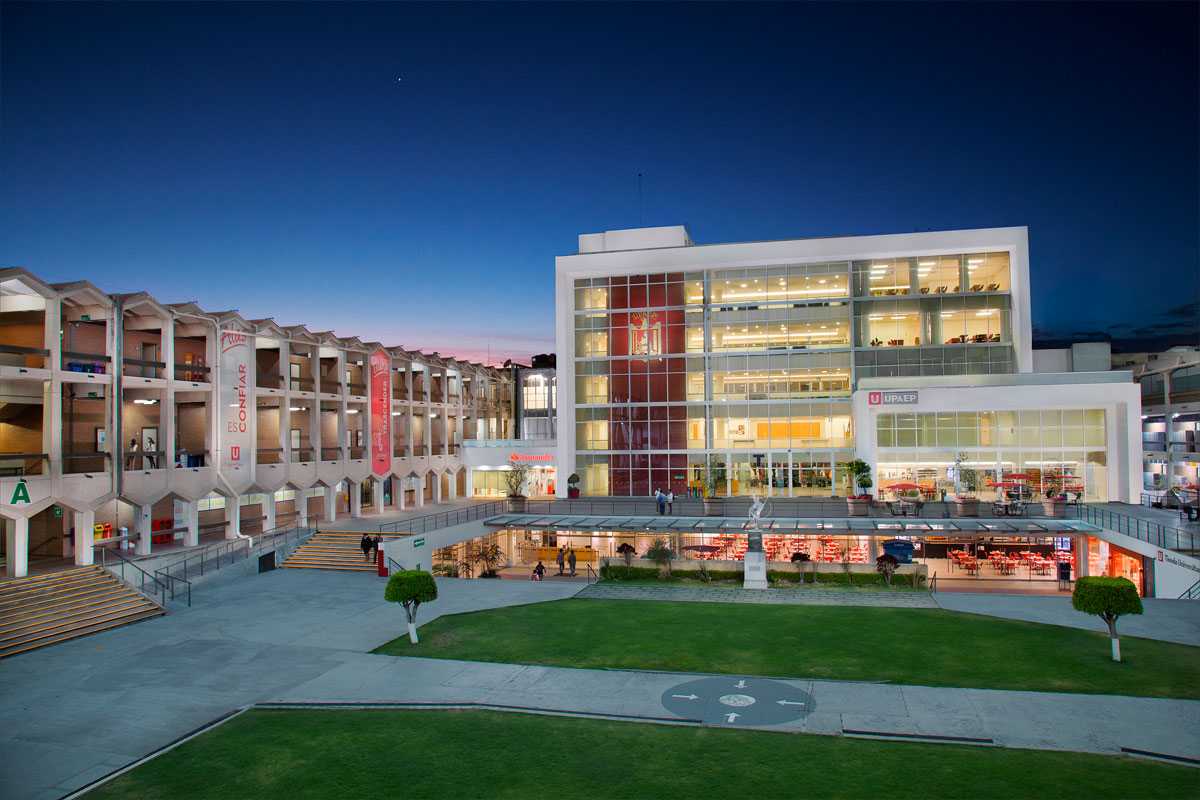
Explanada Central de la UPAEP.

La oferta educativa está organizada en los siguientes decanatos:
- Artes y Humanidades
- Económico Administrativo
- Ciencias Biológicas
- Ingenierías
- Ciencias Sociales
- Ciencias de la Salud
- Ciencias Médicas
- Estudios de Lengua y Cultura

## Convenios
UPAEP hoy en día tiene diversos convenios con universidad extranjeras. Donde envía y recibe año con año una cantidad importante de alumnos.[cita requerida]

## Acreditaciones

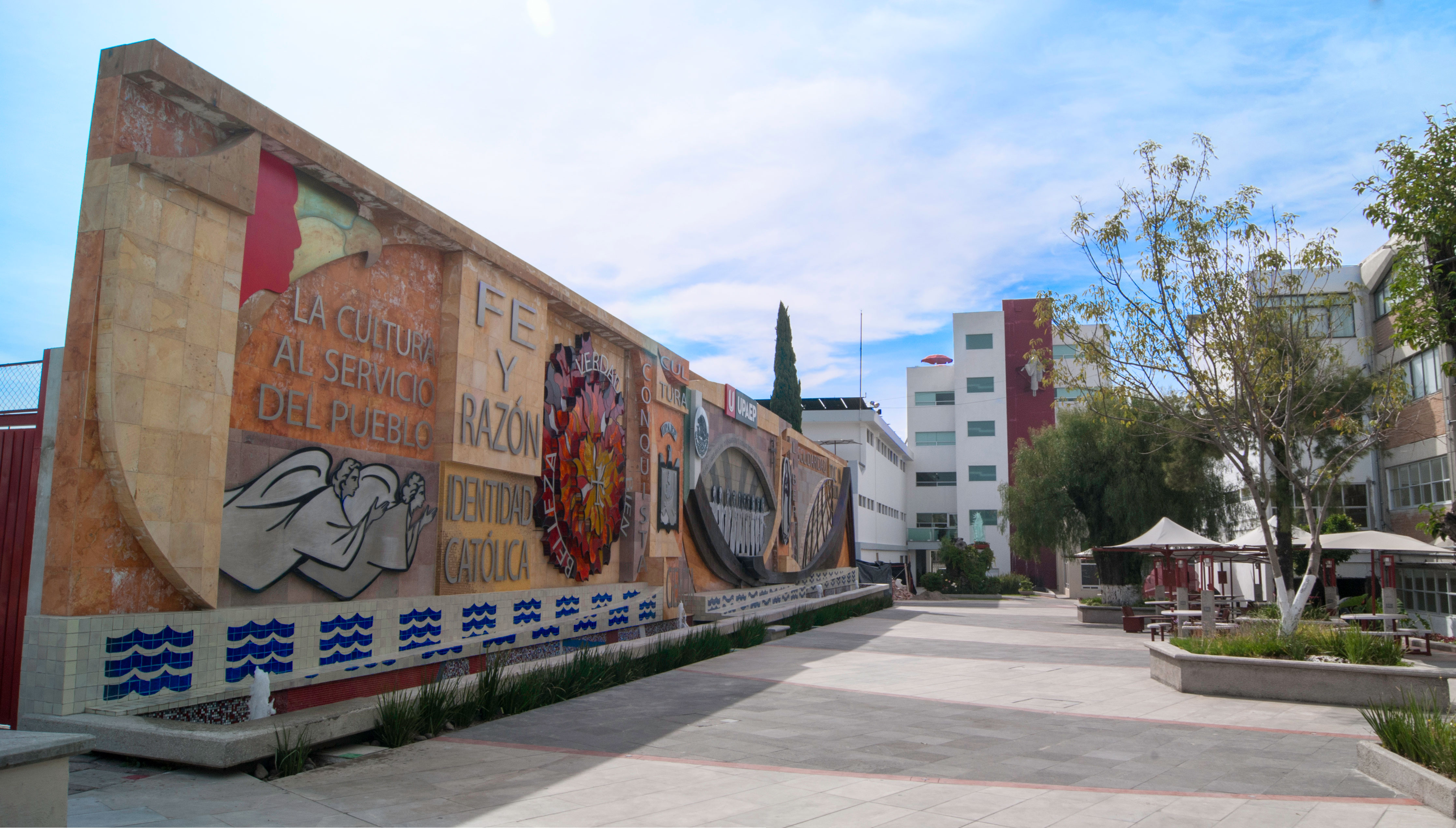
Pasillo de los fundadores (Campus Central).

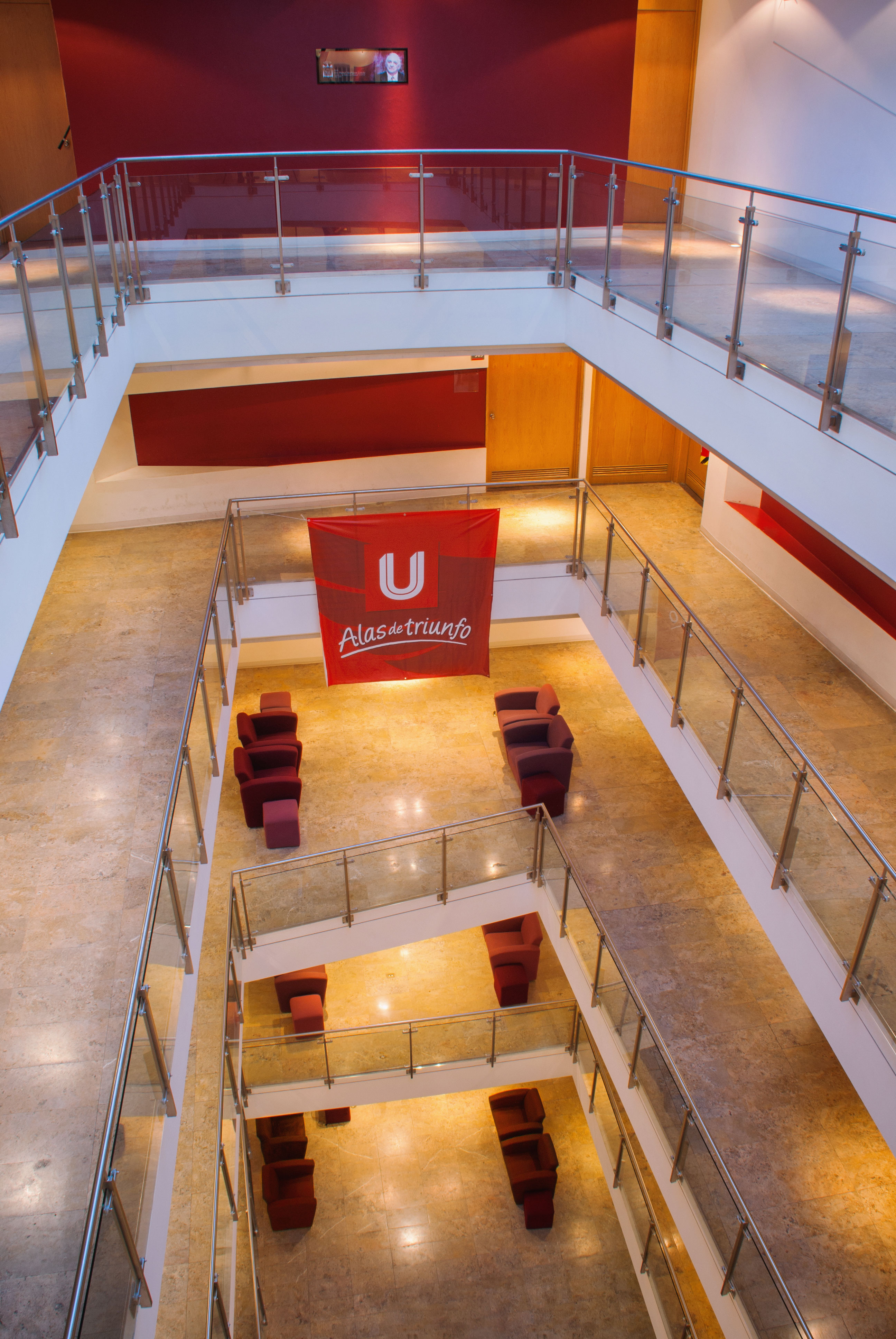
Interior del Centro Interdisciplinario de Posgrados (Edificio P).

La UPAEP es reconocida por el Instituto Tecnológico de Massachusetts como miembro de la red educativa EdNet del consorcio Lean Advancement Initiative; asimismo forma parte de la red del Instituto de Estrategia y Competitividad de la Escuela de Negocios de la Universidad de Harvard. Fue una de las instituciones fundadoras de la Federación de Instituciones Mexicanas Particulares de Educación Superior (FIMPES); y es miembro de la Asociación Nacional de Universidades e Instituciones de Educación Superior (ANUlES). Además, es miembro titular de la Unión de Universidades de América Latina (UDUAL), la Asociación Mexicana de Profesionales de la Educación Internacional (AMPEI), Council for the Advancement and Support of Education (CASE), The Coalition of Urban and Metropolitan Universities (CUMU), entre otros organismos. También ha recibido varios reconocimientos como Institución de Excelencia Académica otorgados por la Secretaría de Educación Pública.

## Controversias
Históricamente, la UPAEP tiene sus raíces en el conflicto entre la derecha y la izquierda poblana al interior de la Universidad Autónoma de Puebla (UAP) entre 1961 y 1974. El Frente Universitario Anticomunista (FUA), organismo vinculado a El Yunque y apoyado por el arzobispo del momento, tenía como meta frenar el avance comunista en la universidad pública del estado; varios de sus miembros fundadores fueron asimismo responsables de la génesis de la UPAEP y a la postre ostentarían diversos cargos dentro de la institución educativa.

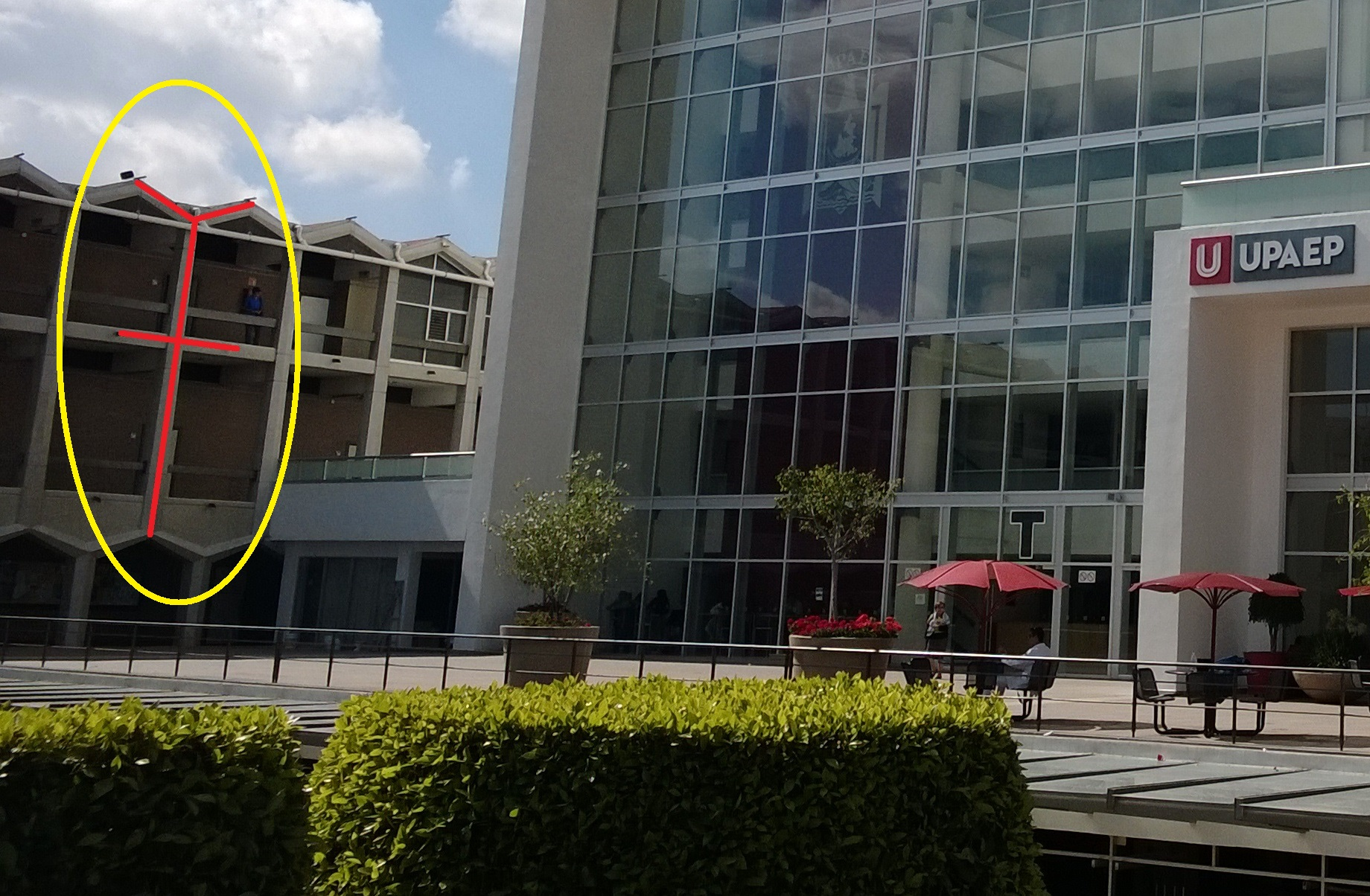
edificio UPAEP con el símbolo de El Yunque